# Cooperativa Chico Mendes
La Cooperativa Chico Mendes è la principale cooperativa ONLUS di commercio equo e solidale in Italia.

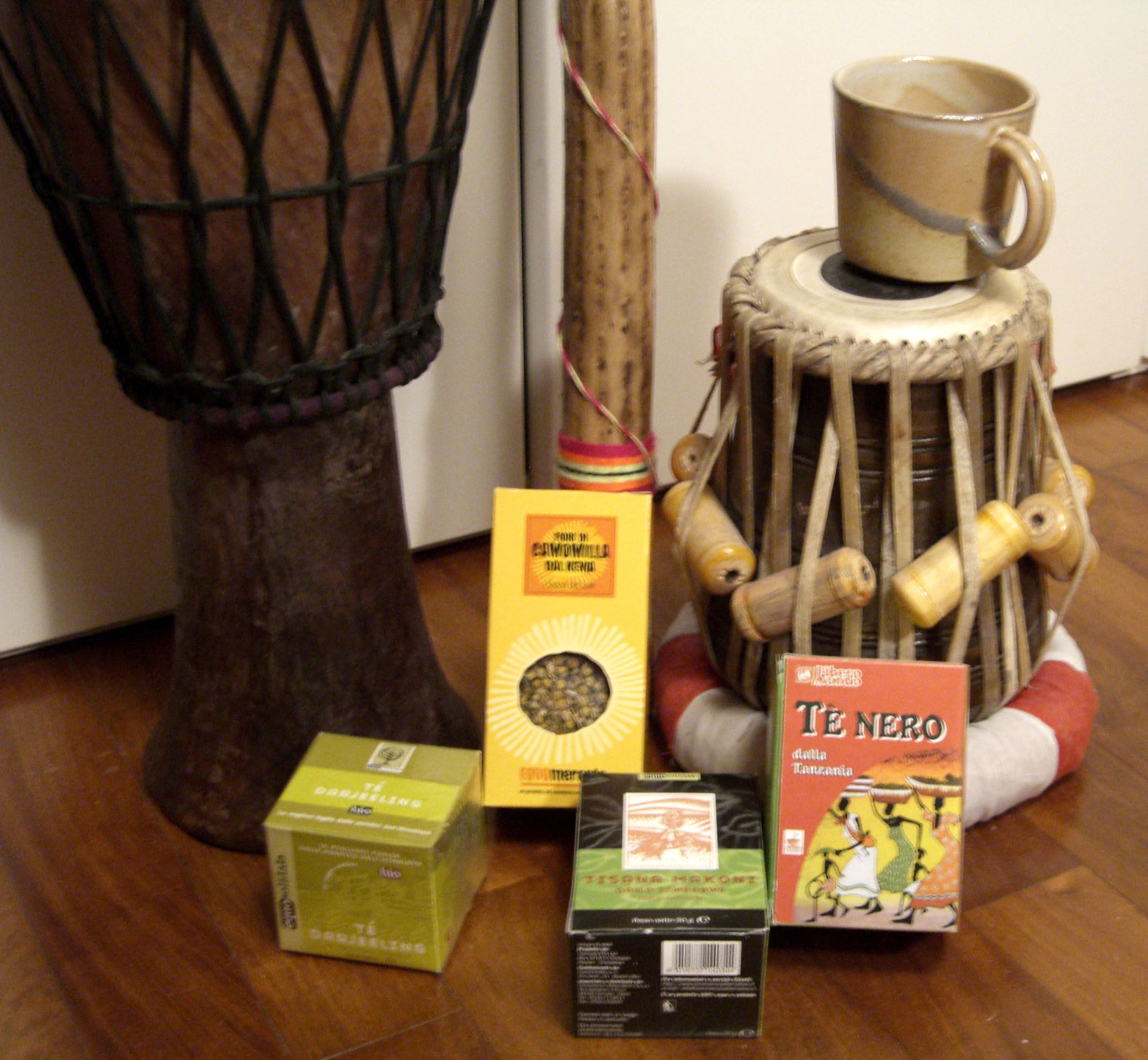
Prodotti del commercio equo e solidale

## La storia
La Cooperativa Chico Mendes è stata costituita a Milano il 18 dicembre 1990 da un gruppo di giovani provenienti dal volontariato cattolico e laico, ed interessati a creare una realtà di commercio equo e solidale a livello cittadino.
Prende il nome da Chico Mendes, il sindacalista brasiliano ucciso a causa del suo impegno a difesa popolazioni indigene dell'Amazzonia.
Dopo una breve esperienza di commercio limitato tra associati, simpatizzanti e banchetti parrocchiali, nel 1992 viene inaugurata la prima bottega di commercio equo e solidale di Milano, sita in Via Padova, 58, a cui seguono, nel corso degli anni successivi, molteplici altre botteghe, disseminate sul territorio cittadino e nel circondario.
Nel 2005, successivamente all'attuazione di significativi progetti di importazione diretta, la Cooperativa Chico Mendes ha supportato l'apertura di una bottega di prodotti locali artigianali in Argentina a Buenos Aires, ha favorito la creazione di atelier artigianali in un villaggio del Senegal al confine con la regione del Sahel, e partecipa la progetto MESA per la produzione e commercio dei derivati del guaranà avendo come partner il Consiglio Generale delle Tribù Sateré Mawé della Amazzonia brasiliana.
In parallelo, la Cooperativa Chico Mendes si caratterizza anche per un'attività di promozione ed informazione, anche all'interno delle scuole, su tematiche relative allo sviluppo dei popoli ed alla pace, partecipando attivamente al Tavolo della Pace.
Inoltre, essa è attiva anche nella promozione della finanza etica, come socia della Banca Popolare Etica.
Attualmente la Cooperativa Chico Mendes è la maggiore cooperativa di commercio equo e solidale in Italia, sia per numero di botteghe che per fatturato complessivo, ed aderisce al Consorzio CTM Altromercato.